# Волошка фригійська
Волошка фриґійська, волошка фригійська (Centaurea phrygia) — вид рослин з родини айстрових (Asteraceae), поширений у помірній Європі й Азії.

## Опис
Багаторічна трав'яниста рослина 30–80 см заввишки. Стебло більш-менш густо запушене, під кошиками майже не потовщене. Стеблові листки до основи звужені або заокруглено звужені, що не стеблоохопні. Обгортка кулеподібно-яйцеподібна, 14–20 мм завдовжки, 12–17 мм завширшки. Придатки зовнішніх і середніх листочків обгортки чорно-темно-бурі, рідше світло-бурі. Кошики зазвичай поодинокі. Квіти пурпуруваті. Сім'янки 3–3.5 мм завдовжки, чубчик 0.5–1 мм довжиною.

## Поширення
Поширений у помірній Європі й Азії — Туреччина, Вірменія, Азербайджан, Грузія, західний Сибір; натуралізований у Швеції, Норвегії, Бельгії, Франції; інтродукований на сході США.
В Україні вид зростає на лісових узліссях, серед чагарників, рідше на луках — на всій території крім півдня Лісостепу і Степу; в лісах Криму зрідка (гора Мала Чучель).

## Галерея

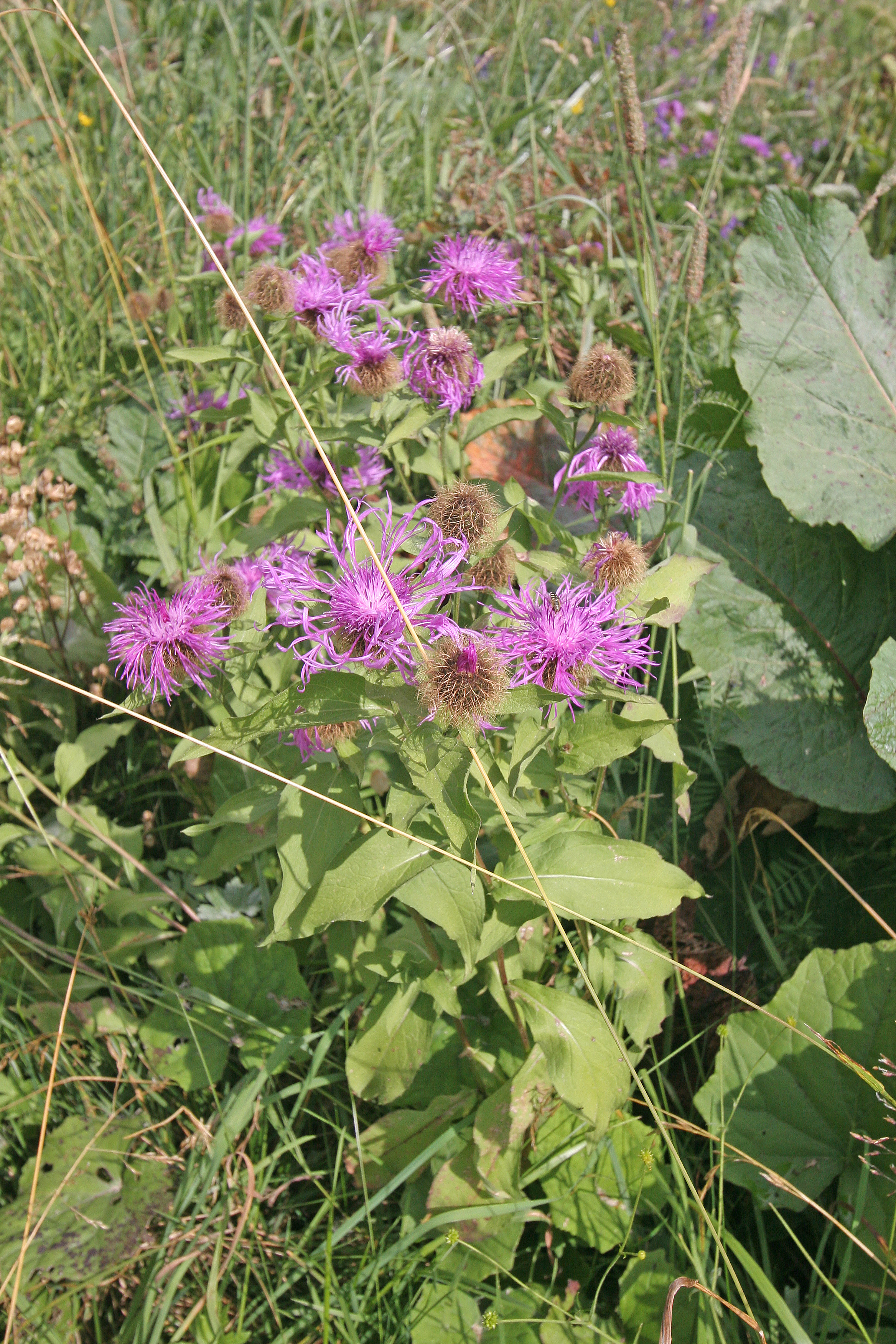
рослина
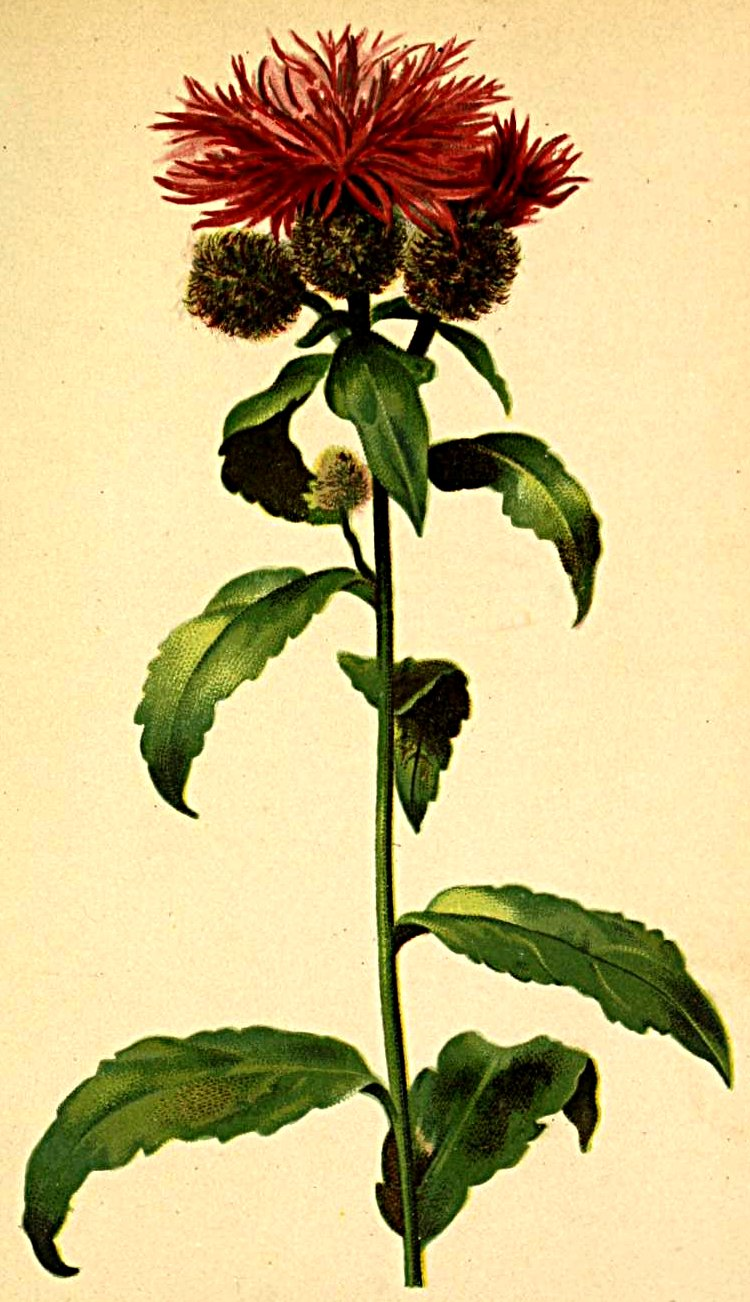
ілюстрація